# Crime Story (film 1993)
Crime Story (Zhong an zu) è un film del 1993 diretto da Kirk Wong, con protagonista Jackie Chan.

## Trama
Un facoltoso imprenditore di Hong Kong è sotto la protezione dell'ispettore Eddie Chan, il quale non riesce a impedire che il suo protetto venga sequestrato dalla malavita organizzata. Chan si impegna a suon di Kung Fu per salvare la vita dell'ostaggio.